# 第一公社
第一公社（德語：Kommune 1，缩写为K1）是1967年—1969年西德的一个政治性公社。1967年1月12日，第一公社在西柏林成立，最终于1969年11月解散。第一公社是由60年代德国学生运动的议会外反对派（APO）发展而来的。它的目的是作为反对小中产阶级家庭的反模式，作为对公社所认为的非常保守的社会的反应。
公社最初（1967年2月19日—1967年3月初）设在作家汉斯·马格努斯·恩岑斯贝格尔位于Fregestraße 19号的空房子里，也设在作家乌韦·约翰逊位于柏林弗里德瑙Niedstraße 14号的工作室里，他当时在美国。恩岑斯贝格尔从莫斯科的长期学习旅行归来后，他们离开了他的公寓，并短暂地住进了约翰逊位于Stierstraße 3号的家。然后，他们搬到了斯图加特广场的公寓，最后搬到了柏林莫阿比特Stephanstraße 60号的一栋公寓后面的二楼。

## 产生
“慕尼黑颠覆行动”的成员（如迪特尔·孔策尔曼）和柏林的德国社会主义学生联盟（SDS）的成员（如鲁迪·杜契克和贝恩德·拉贝尔）讨论了如何摆脱他们认为的狭隘和资产阶级观念。迪特尔·孔策尔曼有创建公社的想法。他们决定尝试一种 “那些对自身抱有有热情的人”的生活。孔策尔曼很快就搬到了柏林。在柏林，SDS有了第一个“公社工作小组”，该小组提出了以下想法：
- 法西斯主义是由核心家庭发展而来的。它是国家最小的细胞，所有的制度都是由它的压迫性特征衍生出来的。
- 男人和女人相互依附地生活着，因此，他们都不能作为人自由发展。
- 这个细胞（即小家庭）必须被打破。

当有人提议将这一理论作为公社生活的实践来实现时，许多SDS成员离开了，包括杜契克和拉贝尔，他们不想放弃自己的婚姻和生活方式。最后，九名男女以及一名儿童于1967年2月19日搬进了汉斯·马格努斯·恩岑斯贝格尔位于Fregestrasse 19号的空房子和当时住在纽约的作家乌韦·约翰逊位于柏林弗里德瑙的工作室公寓。恩岑斯贝格尔从莫斯科的长期学习旅行归来后，公社成员离开并占据了约翰逊在附近的Stierstraße 3号的主要住所。他们自称第一公社。
早期的公社成员包括领导人及主要推动者迪特尔·孔策尔曼、弗里茨·托伊费尔、达格伦·恩岑斯贝格尔（汉斯·马格努斯·恩岑斯贝格尔的离婚妻子）、塔纳奎尔·恩岑斯贝格尔（当时9岁的恩岑斯贝格尔的女儿）、乌尔里希·恩岑斯贝格尔（汉斯·马格努斯·恩岑斯贝格尔的兄弟）、德特勒夫·米歇尔（至1967年3月25日）、福克尔·盖伯特、汉斯·约阿希姆·哈迈斯特、多罗特娅·里德（“铁人多萝西”）、达格玛·泽胡贝尔。莱纳·朗汉斯于1967年3月加入，有时其他人也住在第一公社的房舍里，如达格玛·冯·德廷歇姆和格特鲁德·海默（“阿加特”,"Agathe"）。
公社成员首先试图以在细节上令人痛苦的细致方式告诉对方他们各自的生平，以打破旧规矩。他们彼此都很不一样。相应地，他们每个人所扮演的角色也很快不同。孔策尔曼是“族长”，并确保每个人都知道这一点。他对公社目标的定义是基于他作为“情境主义者”和参与“颠覆行动”的一段时期。因此，他赞成摆脱所有有价证券，甚至是金融证券，这就是他鄙视诸如助学金等的原因。想废除任何财产，任何私人领域。他反对工作原则，但支持快乐原则。每个人都可以也应该做他想做的事，只要它发生在每个人都能看到的地方。
朗汉斯、托伊费尔和其他人在公社妇女的催促下，留着长发，戴着珠子项链，穿上军装夹克，或者穿上中山装。很快，他们就得到了采访和拍照的报酬。在他们公寓的走廊上直白地挂着一个标语，对着记者们：“先付钱，然后说话”。

## 第一阶段：挑衅行为
第一公社在它整个存在时期以其策划的奇特的嘲讽和挑衅事件而闻名。这些事件激发了“自发”（"Sponti"）运动和其他左翼组织的灵感。

### “布丁暗杀行动”
由于公社的家庭生活太过枯燥，公社成员们决定将他们的内部经验转化为行动。
第一次是对美国副总统休伯特·汉弗莱“布丁暗杀行动”，当时汉弗莱正计划访问柏林。1967年4月2日晚，公社成员在约翰逊的公寓里与他们在示威活动中认识的大约20人会面。在4月6日副总统进行国事访问之际，孔策尔曼提出了他的向副总统投掷烟雾弹的计划。除了朗汉斯，其他人都不想参加。
警方档案显示，计划中的袭击是由一名特务透露的，因为1967年4月5日，11名学生被第一部门（政治警察）的官员逮捕。他们本应在阴谋的条件下遭遇，通过炸弹、装满未知化学品的塑料袋或其他危险工具（如石头），对汉弗莱的生命或健康发动袭击。
被捕的人包括乌尔里希·恩岑斯贝格尔、沃尔克·盖伯特、克劳斯·吉尔根曼、汉斯·约阿希姆·哈迈斯特、伍尔夫·克劳泽、迪特尔·孔策尔曼、莱纳·朗根斯和弗里茨·托伊费尔。德国小报《图片报》的标题是“汉弗莱将被暗杀”，德国《时代周报》则称其为“十一个小奥斯瓦尔德”。就连《纽约时报》也刊登了八名公社成员用布丁、酸奶和面粉袭击副总统的计划的报道。由于这种坏名声，乌韦·约翰逊急忙要求他的朋友和邻居君特·格拉斯把学生们赶出他的公寓。第二天，公社成员被释放，并举行了第一次新闻发布会——他们成了名人，而新闻界和警察官员则在公众面前出了丑。阿克塞尔·斯普林格出版社从此以后称第一公社的成员为 “恐怖公社分子”。
公社搬到了柏林夏洛滕堡斯图加特广场Kaiser-Friedrich-Straße的一栋旧楼里的公寓，后来又搬到了柏林莫阿比特的Stephanstraße 60号。第一公社每周都要在柏林某处奉上某种嘲讽式的挑衅，这些挑衅成为报刊的头条新闻。其中一次，公社成员爬上威廉皇帝纪念教堂，从上面扔下几百本小红书。

### 伊朗沙阿访问和第一公社的照片
1967年6月2日，在柏林德意志歌剧院大楼前举行示威期间，弗里茨·托伊费尔因抗议伊朗沙阿的访问（本诺·欧内佐格之死）而被逮捕，并被指控为叛国罪。直到12月，他和许多与他一起的学生开始绝食，才被释放。在街头，同情者们举行了激烈的示威游行，高呼“为弗里茨·争取自由”和“把魔鬼赶出莫阿比特！”。莫阿比特是柏林的监狱，托伊费尔（Teufel）是德语中魔鬼的意思）。
在托伊费尔不在第一公社期间，一张著名的公社成员光着屁股裸体背对镜头排成一排撑在墙上的照片被展示出来，标题是：Das Private ist politisch!（“个人是政治的！”）

### “纵火犯诉讼案”
1967年5月22日，布鲁塞尔一家百货商店发生火灾，造成251人死亡。毛主义者和反越南战争的抗议者很快被指控为放火者。第一公社以传单作出反应，描述 “新的抗议形式”，写道：“Holt euch das knisternde Vietnam-Gefühl，das wir auch hier nichten missen wollen!”（“看看那种我们在国内也不想错过的越南战争的感觉吧！”），并问 “柏林的百货商店什么时候烧起来?” 1967年6月6日，对朗汉斯和托伊费尔提起 “纵火犯诉讼”，指控他们叫嚣纵火。经过众多文学教授的作证，他们将传单定性为虚构和超现实主义的挑衅，法院最终判决朗汉斯和托伊费尔胜诉。后来，他们在1968年出版的《偷走我》（Klau Mich）一书中讲述了这起诉讼的故事，这本书也上升到了被狂热崇拜的地位。

### 反响
公社成员只做他们想做的事，他们的享乐主义态度不仅使资产阶级两极分化，也使政治左派两极分化。
SDS尤其不喜欢第一公社的挑衅行为。第一公社的挑衅性传单（“高压水枪是纸老虎”），其署名缩写为SDS，这使他们不断地感到恼火。在其他方面，这些公社成员被指责为没有政治兴趣，而仅沉迷于自我中心主义。因此，1967年5月，SDS开除了 “革命闹事者”（《图片报》）。
克劳斯·哈通在德国《时代周报》上写道：“几乎没有任何一种政治理论比革命者必须要革命的理论更成功，根据这种理论，如果不改变日常生活，社会就不会有变化。”
第一公社发展成为另类思想家解决各种问题的一种避难所；每天都有求助的呼声到来。这所房子受到了崇拜托伊费尔和朗汉斯的朋友和追星族的名副其实的围攻。由于女人们的拥挤，特别是托伊费尔造成的，他被赶出了公社。他搬进了慕尼黑的一个公社，这个公社后来属于六二运动。

## 第二阶段：性、毒品和乌希·奥伯迈尔
到1960年代末，社会环境发生了变化。1968年夏末，公社搬进了Stephanstraße上的一个废弃工厂，以便重新定位方向。第一公社第二阶段的特点是性、音乐和毒品。
1968年9月21日，公社参加了埃森的国际歌曲日，这是联邦共和国的第一个地下音乐节。在那里，朗汉斯认识并爱上了来自慕尼黑的模特乌希·奥伯迈尔。她和总部设在慕尼黑的音乐公社阿蒙·杜尔住在一起，但很快就搬到了第一公社公社，和他们共住一间卧室。不久，媒体称朗汉斯和奥伯迈尔是 “APO中最帅的一对”。孔策尔曼不喜欢公开的不关心政治的奥伯迈尔。私人领域的政治化以及朗汉斯和奥伯迈尔对媒体公开谈论他们的关系、嫉妒和“享乐机器”的事实构成了对社会禁忌的下一个突破，带来了性革命。之后，约翰·列侬和小野洋子等人也纷纷效仿他们。
突然间，公社接待了来自世界各地的访客，其中就有知名搖滾樂樂手吉米·亨德里克斯，他有一天早上出现在第一公社的卧室里。奥伯迈尔爱上了他。
她的模特费用急剧上升，她在鲁道夫·托默的狂热崇拜电影《红太阳》（Rote Sonne [DE]，1969年）中担任主角，海报和杂志封面上都有她的照片。《亮点》周刊杂志花了2万德国马克（当时一辆保时捷911的价格）来换取奥伯迈尔的一次采访和几张裸照，当时有传言说这个价格很快就涨到了5万马克。

## 第一公社的结局及遗产
最后，第一公社的能量耗尽了。孔策尔曼对海洛因的依赖进一步恶化，1969年夏天，他被驱逐出公社。
1969年11月，一个由三个暴走族青年组成的团伙袭击了这个公社并摧毁了房间。他们早些时候曾帮助朗汉斯把一些不受欢迎的人赶出公社，现在又回来要求他支付传言中《亮点》周刊给付的5万马克中的一部分。剩下的居住者对第一公社的未来失去了信心，四散而去。奥伯迈尔和朗根斯去了慕尼黑。最终，朗汉斯与四个前模特组成的“后宫”生活在一起，这种组合持续了几十年。
第一公社一个房间里的一张桌子被绿党政治家汉斯·克里斯蒂安·斯特罗贝勒买下。在围着这张桌子开会的过程中，德国《日报》报社和德国混沌计算机俱乐部成立了。这张桌子在1990年被盗，对于它今天的下落，人们有一些猜测（谁提出的？）。

## 文学创作
2007年的德国电影《狂野人生》描述了乌希·奥伯迈尔在第一公社的生活。

## 另请参阅
- 1960年代反文化运动
- 新左翼
- 自治主义马克思主义（英语：Autonomism）
- 曼弗雷德·格拉斯霍夫（英语：Members of the Red Army Faction）

## 文献
- Boyle, Michael Shane. 2011. "Aura and the Archive: Confront the Incendiary Fliers of Kommune 1," （页面存档备份，存于） in Performing Arts Resources: The Tyranny of Documents–The Performance Historian as Film Noir Detective, Ed. Stephen Johnson, New York: Theatre Library Association.
- Enzensberger, Ulrich. . 2006  [2020-10-09]. ISBN 9783442153619. （原始内容存档于2022-04-10）.
- Fahlenbrach, Kathrin. 2004. The Aesthetics of Protest in the Media of 1968 in Germany (conference paper). Proceedings, IX International Congress of the International Society for the Empirical Study of Literature, 2004. Available from: https://web.archive.org/web/20080530161833/http://www.arts.ualberta.ca/igel/igel2004/Proceedings/Fahlenbrach.pdf (PDF)
- Rabehl, Bernd. 2003. Die Provokationselite: Aufbruch und Scheitern der subversiven Rebellion in den sechziger Jahren. (Teil 2: Die Revolte in der Revolte: Die Kommune 1.)
- Martin Klimke, Joachim Scharloth (eds.).2007. 1968. Ein Handbuch zur Kultur- und Mediengeschichte der Studentenbewegung. Stuttgart: Metzler. ISBN 3-476-02066-5
- Dressen, Wolfgang; Kunzelmann, Dieter; Siepmann, Eckhard; Berlin, Werkbund-Archiv. . 1991  [2020-10-09]. （原始内容存档于2022-04-10）.
- Rainer Langhans, Fritz Teufel: Klau mich. StPO der Kommune I. Edition Voltaire, Frankfurt am Main and Berlin 1968 (Series: Voltaire Handbuch 2), Reprint (without pornographic insert): Trikont Verlag（英语：Trikont Verlag）, Munich 1977; Rixdorfer Verlagsanstalt, Berlin undated [1982]
- Christa Ritter, Rainer Langhans: Herz der Revolte. Die Kommune 1 von 1967 bis 1969. Hannibal Verlag, 2005, ISBN 3-85445-258-6.
- Peter Szondi: Aufforderung zur Brandstiftung. Ein Gutachten im Prozeß Langhans / Teufel. in: Der Monat, Berlin, 19th year, issue 7, 1967, p. 24-29, also printed in: Peter Szondi: Über eine "Freie (d. h. freie) Universität". Stellungnahmen eines Philologen. Suhrkamp Verlag, Frankfurt am Main 1973 (Series: es 620)
- Josep Mº Carandell: Las comunas, alternativa a la familia, Barcelona, Tusquets, 1972.